# Отношения Венгрии и Иракского Курдистана
Отношения Венгрии и Иракского Курдистана — двусторонние отношения между Венгрией и Иракским Курдистаном. Венгрия имеет в Иракском Курдистане генеральное консульство с 12 ноября 2014 года, в то время как Иракский Курдистан не имеет представительства в Венгрии. Отношения характеризуются несколькими переговорами на высоком уровне и некоторыми тесными связями. Президент Иракского Курдистана Масуд Барзани посетил Венгрию в 2012 и 2015 годах с официальными визитами. Более того, премьер-министр Венгрии Виктор Орбан высказался в поддержку независимости Иракского Курдистана от Ирака в 2015 году, что вызвало обеспокоенность среди верховного исламского совета Ирака.
С 2014 по 2018 год объём поставок венгерской военной техники в Иракский Курдистан, для противостояния с Исламским государством, составил 275 тонн оружия, включая боеприпасы. Венгрия оказывает медицинскую и консультационную помощь курдским солдатам. Венгрия заинтересована в усилении Иракского Курдистана.

## История

### Коммунистическая Венгрия
Когда Абд аль-Карим Касим правил Ираком с 1958 по 1963 год, Венгерская Народная Республика начала помогать иракцам и курдскому меньшинству в вопросах образования. Курдским студентам было разрешено учиться в Будапеште. После прихода к власти баасистов в 1963 году, иракско-курдская война усилилась, и многие курдские партизаны Демократической партии Курдистана были отправлены на лечение в Венгрию.
Эта помощь продолжалась и во время Второй иракско-курдской войны с 1974 по 1975 год. В то же десятилетие был основан Патриотический союз Курдистана, который поддерживал тесные дипломатические связи с Венгерской социалистической рабочей партией, обе партии были членами Социалистического Интернационала.
Во время ирано-иракской войны венгерские послы в Багдаде время от времени докладывали в Будапешт о военном положении курдских партизан, выступающих против Саддама Хусейна. Будапешт заинтересованно наблюдал за складывающейся ситуацией.

### Современная Венгрия
Несмотря на то, что автономия Иракского Курдистана была установлена в 1992 году, связи между Курдистаном и Венгрией не были укреплены до правительства Виктора Орбана в 2012 году. В этом году курдский президент Масуд Барзани возглавил делегацию в Венгрию, где они встретились с премьер-министром Виктором Орбаном, президентом Ласло Кёвером, министром иностранных дел Яношем Мартони, министром экономики Дьёрдем Матольчи и вице-спикером парламента Иштваном Якабом, чтобы обсудить пути развития сотрудничества в различных секторах, включая инвестиции, сельское хозяйство, образование и энергетику. После встречи президент Барзани заявил, что встреча стала «важным шагом на пути к установлению прочных двусторонних отношений», в то время как Мартони описал ее как имеющую «историческое значение».
В следующем году министр иностранных дел Иракского Курдистана Мустафа Фалах посетил Венгрию, чтобы встретиться с государственным секретарем Министерства иностранных дел Жолтом Неметом для обсуждения политических, экономических, культурных и образовательных связей.
Заместитель государственного секретаря Венгрии по глобальным вопросам Петер Винтермантель посетил Эрбиль в апреле 2014 года, а в ноябре 2014 года Венгрия открыла генеральное консульство в Эрбиле.
1 июня 2014 года венгерская многонациональная нефтегазовая компания MOL Group открыла офис в курдской столице Эрбиле и с тех пор разработала крупное нефтяное месторождение.
9 марта 2021 года состоялась рабочая встреча между госсекретарём Венгрии Тристаном Азбеджом и премьер-министром Иракского Курдистана Масруром Барзани. На ней обсуждались совместная борьба стран с Исламским государством.
17 января 2024 года, Масрур Барзани, премьер-министр Регионального правительства Курдистана, провел переговоры с президентом Венгрии Каталин Новак на Всемирном экономическом форуме в Давосе. На встрече обсуждались последние события в Ираке и регионе в целом, а также укрепление двусторонних связей между Иракским Курдистаном и Венгрией.

## Военное сотрудничество
После того, как так называемое Исламское государство вошло в Ирак и захватило Мосул во время наступления на севере Ирака, Венгрия начала оказывать военную помощь иракским курдским солдатам (пешмерга). В августе 2014 года Венгрия отправила более 50 тонн боеприпасов пешмерге, в то время как 110 венгерских солдат были отправлены в Курдистан для обучения пешмерга в сентябре 2015 года.
В декабре 2015 года министр иностранных дел и торговли Петер Сийярто посетил Иракский Курдистан и пообещал гуманитарную помощь на сумму 300 миллионов долларов США, посетив венгерских солдат, размещенных там. Министр обороны Венгрии Иштван Шимичско посетил Курдистан в мае 2016 года, чтобы обсудить войну против ИГИЛ и связи между Венгрией и Курдистаном. Венгрия после этого приняла десятки воинов пешмерги для лечения.

## Культурные связи
Чтобы укрепить связи между Венгрией и автономным регионом, главная улица в Равандузе была переименована в честь венгерского революционного лидера Лайоша Кошута. Антология курдских стихов была также опубликована на венгерском языке государственным институтом Балаши. Венгерские археологи также исследовали Курдистан, проведя геодезическую съемку замка Двин недалеко от Эрбиля и раскопки в 2018 году в Грд-и-Тле на равнине Ранья.